# 比斯利格市
8°12′47.29″N 126°18′57.38″E / 8.2131361°N 126.3159389°E
比斯利格市（Bislig），又譯美斯勒市，是菲律宾棉兰老岛南苏里高省的三级城市。比斯利格市在达沃市东北208公里处，在丹达市以南152公里处，及武端市东南158公里处。据2007年人口普查，比斯利格市有18269户，107960人。
当地居民通常使用米沙鄢語，有时将比斯利格市称为“Kamayo”。比斯利格市为菲律宾最东端的城市。
1. ↑  菲律賓華文報章的閩南話譯名。